# Il mio canto libero (album Lucio Battisti)
Il mio canto libero è il settimo album di Lucio Battisti,  pubblicato nel novembre 1972 dalla casa discografica Numero Uno.
L'opera rappresenta un punto cruciale nell'evoluzione della canzone pop italiana, segnando l'inizio dell'apogeo della maturità artistica di Battisti.

## Descrizione
Settimo album della produzione del cantante, fu registrato negli studi di registrazione Fonorama di Milano, di proprietà di Carlo Alberto Rossi. Il disco esce nel periodo di massimo successo del duo Battisti / Mogol. Da esso verrà estratto il singolo Il mio canto libero/Confusione. Si tratta di un album a tratti musicalmente elaborato, i cui testi toccano vari argomenti, dall'amore alla morte ad una forma di protesta non sempre avvertibile. Nel brano "Gente per bene e gente per male" ricorre uno stilema molto utilizzato dalla coppia, cioè il dialogo. Ma mentre solitamente l'interlocutore è lo stesso Battisti, in questo caso la risposta è data da un coro femminile.

### Copertina
L'immagine di copertina raffigura delle braccia alzate su sfondo bianco, mentre l'immagine interna gambe e piedi nudi. Le fotografie furono realizzate dal fotografo Cesare Montalbetti, che ha ricordato:
Il vero progetto non fu mai concretizzato perché l'idea si sarebbe dovuta completare stampando le due immagini su carta trasparente, così che, estraendo il disco, le mani avrebbero toccato i piedi.»
(Cesare Montalbetti, 2007)

## Accoglienza
| Recensione | Giudizio             |
| ---------- | -------------------- |
| Ondarock   | 7 / 10 – consigliato |

Il mio canto libero raggiunse il primo posto della classifica italiana e vi rimase per undici settimane non consecutive (fra il gennaio e l'aprile del 1973) risultando l'album più venduto in Italia del 1973. Solo nel giro iniziale di distribuzione vendette 450 000 copie.

## Tracce
Tutti i brani sono di Mogol-Battisti.
Lato A
1. La luce dell'est – 6:18
2. Luci-ah – 4:47
3. L'aquila – 4:24
4. Vento nel vento – 3:24

Durata totale: 18:53
Lato B
1. Confusione – 4:30
2. Io vorrei... non vorrei... ma se vuoi – 4:35
3. Gente per bene e gente per male – 4:46
4. Il mio canto libero – 5:06

Durata totale: 18:57

## I brani

### La luce dell'est
La canzone racconta di un'avventura con una donna dell'Est. Si apre con un arpeggio di chitarra accompagnata da violini, soluzione che prosegue anche sulla prima strofa con l'inserimento in seguito del basso. Nel ritornello entrano tutti gli strumenti e la canzone si alza poi di un tono.

### Luci-ah
Il testo del brano parla di una ragazza di nome Lucia, libertina e disinibita, che in un piccolo paese, durante il giorno di festa, mette in atto comportamenti decisamente anticonformisti: brucia la chiesa del paese, fa il bagno in una botte di vino, si spoglia e appende i propri vestiti sulla punta del campanile, lega il curato, rifiuta la richiesta di matrimonio del figlio del macellaio dicendo di non essere una bistecca e per scegliere il fidanzato è quasi arrivata a "provare" tutti gli uomini del paese. Gli episodi sono raccontati dal punto di vista di un adulto, che nel ritornello le rivolge un bonario rimprovero («Lucia, di solito così non si fa!»), ma lascia intravedere una certa simpatia per la ragazza («ho l'impressione che se non smetti all'inferno forse tu finirai / ma se non altro quel luogo più allegro ed umano renderai»). Musicalmente l'introduzione con pianoforte ricorda sonorità vagamente honky-tonk. Nelle parti più ritmate ricorda molto il precedente brano di Battisti 7 e 40. Chiude, nel finale, un maestoso coro femminile.
Il giornalista e critico Renzo Stefanel lo inserisce nel filone "comico" delle canzoni di Battisti-Mogol, insieme fra l'altro a Il leone e la gallina, No dottore e Maledetto gatto.

### L'aquila
L'accompagnamento è una sola chitarra acustica alla quale solo nel finale si aggiungono dei violini. È un testo di dubbi sull'evoluzione di un amore ("ho bisogno / di qualche cosa di più / che non puoi darmi tu", "mostravi a me / la tua bandiera d'amore / che amore poi non è / e mi dicevi che / che io dovrei cambiare / per diventare come te"), sull'esistenza ("cosa son io non so / ma un'auto che va / basta già a farmi chiedere se / io vivo") e sulla libertà ("ma come un'aquila può / diventare aquilone? / che sia legata oppure no / non sarà mai di cartone no") in linea con lo spirito dell'album. Si ricorda l'interpretazione che ne ha dato Bruno Lauzi.

### Vento nel vento
Vento nel vento è una struggente ballata che descrive l'effetto salvifico di un nuovo amore nel protagonista («mi son svegliato solo / poi ho incontrato te / l'esistenza un volo diventò per me»), grazie al quale riesce a mettere da parte paure e sofferenze passate («tra le tue braccia calde anche l'ultima paura / morì») e a rinascere metaforicamente («e la stagione nuova dietro il vetro che appannava / fiorì»).
La canzone inizia con un'atmosfera molto intima, che incarna la timidezza, l'imbarazzo e l'incertezza che caratterizzano l'inizio di un nuovo rapporto («Io e te io e te / perché io e te?»), dove la voce, quasi sussurrata, è accompagnata solo dal pianoforte. La canzone prosegue in crescendo: nella seconda strofa si aggiunge un organo, e nel ritornello c'è l'intervento di tutti gli strumenti. Al ritornello segue un notevole assolo di archi, composto dall'arrangiatore Giampiero Reverberi. Il brano si conclude con un acuto finale di Battisti.
L'assolo di archi è stato citato e inserito da Francesco De Gregori in La leva calcistica della classe '68 (1982).

### Confusione
Si tratta di un brano rock-blues, tipico di Battisti, basta ricordare "Il tempo di morire". Interessante l'uso delle percussioni.

### Io vorrei… non vorrei… ma se vuoi
Si ripete lo schema chitarra acustica e voce, alle quali si aggiunge poi il basso. Sul ritornello arrivano gli altri strumenti. La canzone dapprima ricorda una donna ("lei") per cui l'io narrante ha sofferto molto, e di una nuova donna ("tu") che provoca in lui dubbi sull'inizio di una nuova relazione e su come possa il dolore passato ("uno scoglio") arginare il mare del sentimento nuovo.

### Gente per bene e gente per male
Il testo di questo brano ha per protagonista un ragazzo di bassa estrazione («mio padre è guardia comunale / mia madre lavora all'ospedale») che vuol entrare ad una festa di ragazze "bene"; l'accesso però gli viene negato proprio per la sua condizione sociale («odori di gente che non conta niente / paura ci fai»). Dopo aver cercato inutilmente di convincerle e aver ricevuto in risposta solo insulti, se ne va rassegnato, ma lungo la strada incontra una prostituta. Non avendo soldi con sé non può comprare il suo "amore" («tu vendi amore, ma questa sera - purtroppo - io non ho soldi, e per questo non lo posso comprare»), ma lei gli offre una prestazione gratuita. Il protagonista rifiuta ma la ringrazia per l'offerta generosa («ma dici davvero? non posso accettare») e si offre di accompagnarla a casa chiamandola «gentile signora».
Il finale, con la strana coppia che si allontana, misera ma felice, ricorda vagamente quello dei film di Charlot e lascia intendere quale sia secondo Mogol la vera gente per bene e quale la "gente per male" (una persona "poco raccomandabile" come una prostituta è capace di più umanità e generosità delle ragazze di buona famiglia), in un capovolgimento dei ruoli tradizionalmente assegnati dalla società che ricorda i testi di De André.
Brano dalla struttura armonica piuttosto complessa, si divide in due parti sostanzialmente diverse. La prima, che rappresenta oltre metà della durata totale, è la parte in cui il protagonista cerca di entrare alla festa. Per questa parte Battisti ricorre alla formula del dialogo, già altrove utilizzata (Le tre verità, Sognando e risognando e, l'anno successivo, Le allettanti promesse); in questo caso l'interlocutore è un coretto femminile che rappresenta la "gente per bene", che duetta con il protagonista (interpretato da Battisti). La musica è poco più che parlato accompagnato dalla chitarra, e trasmette la stessa freddezza delle parole delle ragazze, con pochi interventi isolati di chitarra elettrica e batteria a rimarcare le argomentazioni del protagonista.
Il brano si trasforma in una tipica canzone melodica italiana solo nella seconda parte, che inizia con l'incontro della prostituta. La musica qui diventa molto più "calda" e gioiosa; l'accompagnamento è composto da chitarra e organo, che dopo la fine del testo (quando il protagonista e la prostituta si allontanano insieme) sfociano in un assolo strumentale tipicamente Prog-Rock di oltre un minuto, accompagnato dai vocalizzi di Battisti e da interventi di pianoforte che suonano come campane festose.

### Il mio canto libero
Canzone molto dolce, dai toni romantici, vede ancora l'introduzione per sola voce e chitarra acustica. Nel mezzo un interessante utilizzo dei fiati dell'orchestra.

## Formazione
- Lucio Battisti – voce, chitarra, pianoforte, mandolino, lap steel guitar, chitarra hawaiana, güiro
- Gianni Dall'Aglio – batteria
- Tony Cicco – batteria in Vento nel vento
- Guido Guglielminetti – basso
- Bruno Longhi – basso in Gente per bene e gente per male
- Ángel Salvador (bassista spagnolo del gruppo I Ribelli, accreditato in copertina come Angelo) – basso in La luce dell'est
- Massimo Luca – chitarra
- Mario Lavezzi – chitarra, timpani
- Gian Piero Reverberi – tamburello, pianoforte, organo Hammond, sintetizzatore in Gente per bene e gente per male
- Alberto Radius – chitarra elettrica in Confusione
- Reginaldo Ettore – campane sarde
- Gabriele Lorenzi – organo Hammond, sintetizzatore in Vento nel vento
- Vince Tempera (non accreditato) – pianoforte in Luci - ah
- Barbara Michelin e Babelle Douglas: (non accreditate) - Voci in Gente per bene e gente per male[9]
- Vanda Radicchi (non accreditata) - voce in Il mio canto libero[10]
- Pier Luigi Mucciolo – tromba
- Johnny Capriuolo - trombone
- Direzione d'orchestra: Gian Piero Reverberi

## Edizioni
- LP, Numero Uno, 1972
- Audiocassetta, Numero Uno, 1972
- CD, Numero Uno, 1989, 2023